# 4087 Pärt
4087 Pärt este un asteroid din centura principală, descoperit pe 5 martie 1986 de Edward Bowell.